# محمية أنياناهاريبي-سود
محمية أنياناهاريبي-سود (بالفرنسية: Réserve spéciale d'Anjanaharibe-Sud)‏ هي محمية للحياة البرية في شمال شرق مدغشقر. تم إنشاء المحمية في عام 1958 وتحتوي على بعض من الغابات المطيرة، إلى جانب العديد من الحيوانات والنباتات النادرة والمتوطنة. تم ترشيح المنطقة لقائمة اليونيسكو المؤقتة لمواقع التراث العالمي في مدغشقر في عام 2008، باعتبارها امتداداً للغابات المطيرة في أتسينانانا.

## وصلات خارجية
- Homepage of the park administration
- Lemur Conservation Foundation